# Albgau

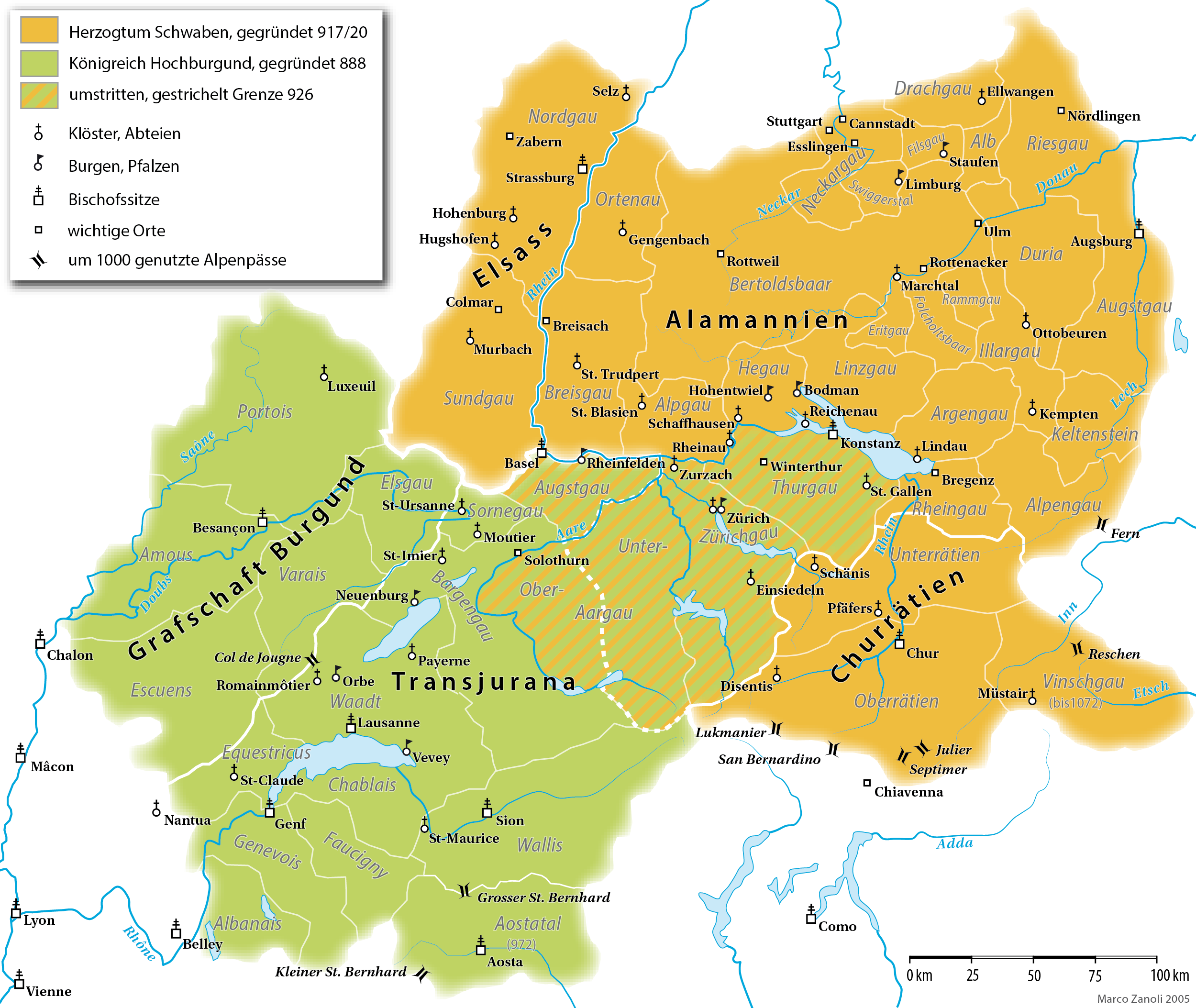
Mapa del ducat de Suàbia mostrant l'Alpgau o Albgau al Schwarzwald meridional

El Albgau (també Alpgau quan es fa derivar dels Alps) és una regió històrica d'Alemanya al ducat de Suàbia. És esmentat a les fonts entre 781 i 1112 com a Pagus Alpagauia i corresponia al país entre Wutach, Schwarzwald, Hochrhein i Baar, sent anomenat del rierol Alb que corre per la zona. En els documents més vells s'esmenta com Alpagauia, Alpegauia, Alpagowe, Alpegowe, Alpegewe, Alpegoue, Alpengovve, Alpigouve o Alpigauge.

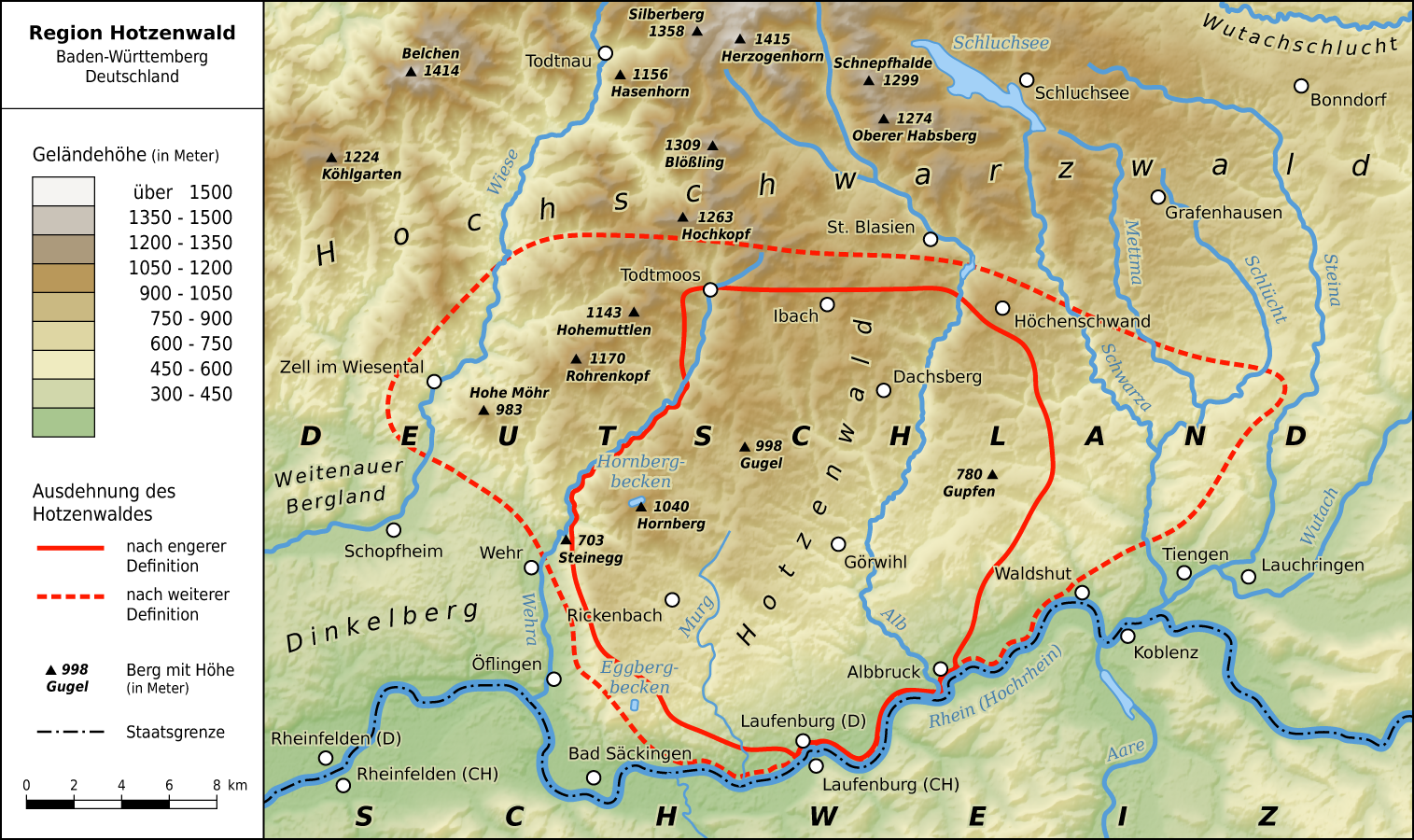
Mapa de la regió d'Hotzenwald

## Història

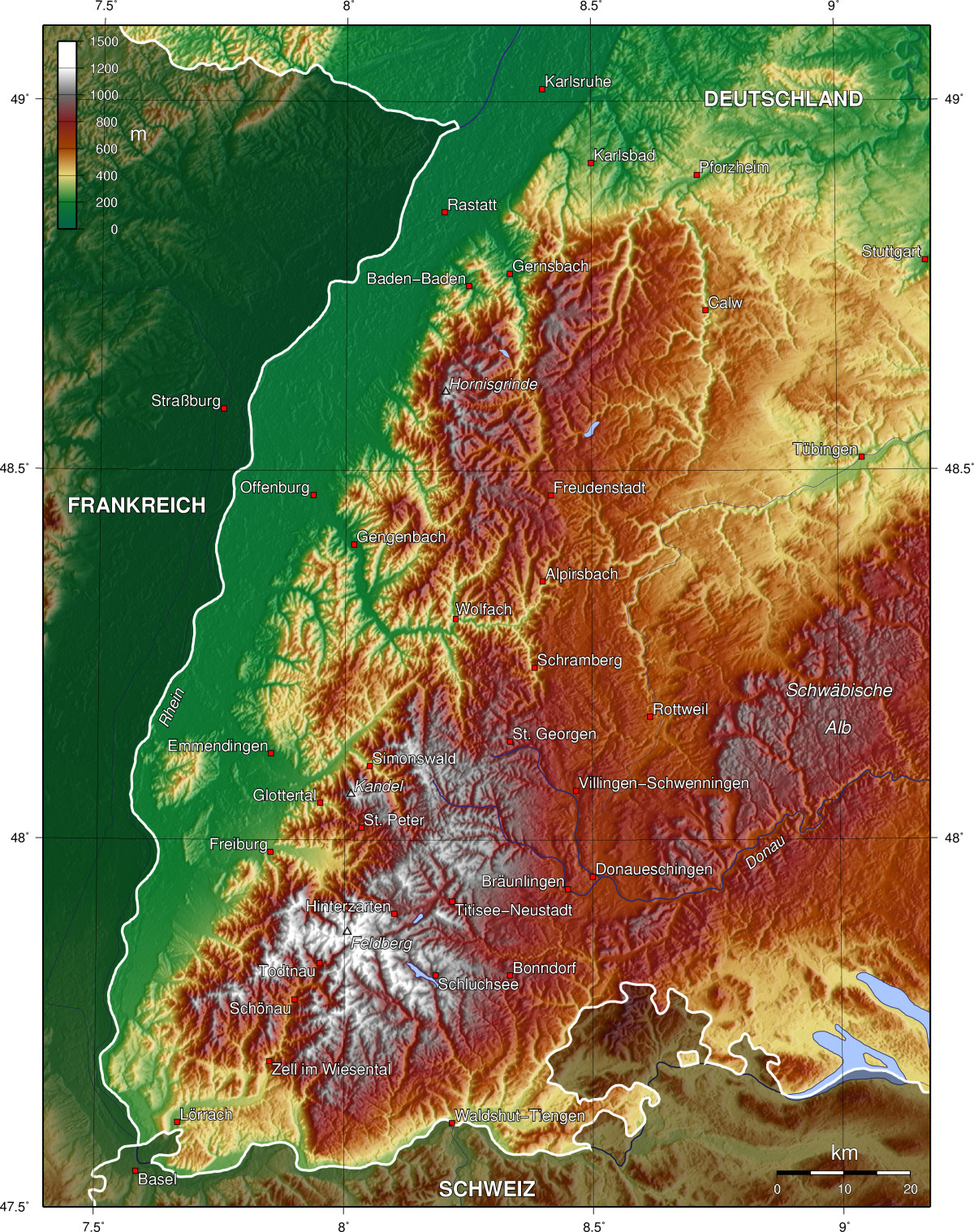
Carta topogràfica del Schwarzwald

Gaus al voltant de l'any 1000 (El verd marca l'Albgau)

Inicialment l'Albgau pertanyia al Klettgau, però ja abans de 781 apareix com a província separada (Alpegauia), sent, probablement, la província més occidental dels alamans als quals també pertanyia el Linzgau, el Klettgau (incloent-hi l'Albgau) i Hegau. El límit al Rin estava en la confluència amb l'Eschenz fins a Hauenstein.
L'Albgau s'esmenta el 781 per primer cop en un document com In Alpagauia in villa Wizia. Actum a villa Wizia. en un llegat a l'abadia de Lorsch. La data és incerta doncs també es data l'any 792 i d'altra banda l'any 777.
El centre de la regió era a Gurtweil. Allà, a la riba esquerra del Schlücht, es trobava la cort de l'Albgau. Algunes Fonts diuen que en fou comte Carles III el Gras, en moments quan no era encara rei l'any de 874 Això, però, no està demostrat. Per aquest temps, entre els anys 873 i 875, s'esmenta com a comte a Adalbert II del Barcardings amb possessions a Gurtweil i el monestir de Rheinau. És possible, que Carles el Gros fou un comites pagorum ", és a dir, un comte adscrit a una comarca. Documentalment actuava l'any 885 un Recó (Reccho) com a comte a l'Albgau en una negociació pública a Gurtweil per un canvi de béns amb l'abadia de Sankt Gallen. Cinc anys després, el 21 de març de 890, està testificat com a comte de província a Gurtweil un personatge de nom Cadaló (Chadaloh).
L'Albgau estava unida estretament amb altres províncies de l'entorn. Així, per exemple, els comtes de província d'Abgau eren també comtes a territoris veïns: Ulric (780-804) a Turgòvia, Adalbert II també comte al Thurgau i a l'Hegau, Chadaloh (891) també comte a l'Argòvia, i Liutó (Liutho, 929) al Zürichgau. El primer comte conegut després dels comtes de districte o gau fou Rudolf de Lenzburg a mitjans del segle xi. Conforme a Fickler durant les lluites contra Enric IV a l'any el 1047, la província d'Albgau, que fins llavors estava sota la dominació dels comtes de Lenzburg, als comtes de Stühlingen-Küssachberg. Els comtes de Lenzburg encara estan documentats després de 1047 al Albgau Inferior, i aquest seria el moment en què l'Albagau es va dividir. Ja després d'això apareix una administració de l'Albgau Superior (comtat de Stühlingen), i una de l'Albgau Inferior (comtat d'Hauenstein). Cramer interpreta això de tal manera que aquestes dues parts són considerades districtes del gran Klettgau. El govern també ho defensaria fins al segle xix del comtat d'Hauenstein.
La família del antirei alemany duc Rodolf de Rheinfelden o de Suàbia tenien per mare, una filla del comte d'Öhningen, possessions a la província d'Albgau, que el 1079 per casament d'Agnes de Rheinfelden, la filla de Rodolf, amb Bertold II de Zahringen, van passar a aquest. Si el comte d'Albgau de 1112, Bertold, coincideix amb ell, això aclariria la situació. Sobre els comtes d'Öhningen, la casa comtal va acabar per casament en possessió de l'Albagau.
El segle xii el títol de comte d'Albgau desapareix i apareix un comtat de Stühlingen que al segle xiii va rebre el títol de landgraviat, d'emanació reial. Avançat el segle xiv el landgraviat de Stühlingen abraçava l'essencial de l'antic Alpgau.

## Comtes a l'Albgau
- Ulric/Udalric I (Adalric, Odalric), 780-804, aquest comte ho era també de Breisgau (Brisgòvia), l'Hegau, el Linzgau, el Thurgau i l'Alsàcia inferior.[13] És anomenat també com a comte a l'Argengau. Era cunyat de Carlemany pel casament de la seva germana Hildegarda de Vintzgau. El seu germà Gerold el Jove tenia una relació molt estreta amb el rei.[14] En un document alsacià del 804 se li donen quatre fills: Bebo, Gerold, Ulric i Robert, dels quals s'esmenten Ulric i Robert també en un document de Sankt Gallen.[15]
- Odalric o Ulrich (fill de l'anterior). S'esmenta com a comte a Breisgau, Linzgau i Argengau. En alguns documents de l'Albgau el nom manca.
- Erchanger (Erchanmar))[16] el 816 i 821 també comte a Breisgau, el 817, 819, 820, 828 comte a l'Ortenau i el 826 a Alsàcia.[17]
- Conrad I l'Antic, 839 comte a Albgau, 844 comte a Linzgau, 858-862 comte de París.
- Gozbert 844-853.[18]
- Welf II, 842/850 comte al Linzgau, 852–858 comta a l'Albgau, probablement fill de Conrad I.
- Albaric, 855.[19]
- Adalbert II vers 854 a 894 comte de l'Albgau i Thurgau, esmentat l'any 860,[19] 863, 873, 875.[8] L'any 894 un monjo de Sankt Gallen esmenta un Hadalbertus iunior.[20]
- Carles, 874.[8][21] De fet s'esmnenta com a prínceps d'Alamània i no com a comte d'Albgau; governava també a Breisgau.
- Engilger 876.[22]
- Reccho, 885.[22]
- Adelbert (Adalberti in villa Kachanang), el 889, era el comte al Thurgau, 'Albgau i a la Bertholdsbar.[23]
- Chadaloh II, 891-894 també testificat com a comte a l'Augstgau, el 891 com a comte a l'Argòvia, el 890 com a comte a l'Albgau.[24]
- Liutho, 940 comte a l'Albgau, del llinatge dels comtes de Nellenburg[25] 929 comte al Zürichgau. Conforme a Wartman un document de Neugarts de 917 sobre l'any 929 esmenta a Leutoh el 929[Cal aclariment]
[26] a l'Albgau. De manera similar també a Friedrich apareix mencionat l'any 929; Liutho és considerat, per alguns, nebot d'Enric I d'Alemanya.[27]
- Chuno von Rheinfelden, Merz considera possible que Chuno, el pare del anti-rei Rodolf de Rheinfelden, fos comte a la província d'Albgau, on aquesta família posseïa algunes terres.[28]
- Radebot d'Altenburg, el 1023,[29] fill del comte de Klettgau Lanzelin de la família de comtes de Klettgau,[30] així doncs, eventualment també comtes d'Albgau. Casat amb Ita, la germana del suposat comte d'Albgau Chuno de Rheinfelden.[31]
- Gerhard, el 1071, comte de Pfullendorf, comte del Klettgau (el 1067), fill del comte Ulric VIII de Bregenz, piotser idèntic al bisbe Gerard de Constança de la casa de Zahringen;[32] Wanner es pronuncia no obstant en contra d'això.[33]
- Otto, 1106[34] von Diessen?[35]
- Bertold III de Gmünd, de la casa de Zähringen, 1112[34] von Diessen? - Tumbült pensa que més aviat seria Bertold II de Zahringen el marit d'Agnes de Rheinfelden o d'un germà Bertold de Rheinfelden.[35] No obstant Bertold II de Zahringen va morir l'abril de 1111 i Bertold de Rheinfelden el 1090, per la qual cosa més probablement era el fill de Bertold II i Agnes, Bertold IIII. En un document del 4 de setembre de 1111 en què confirma la seva propietat al monestir de Tots els Sants a Schaffhausen l'emperador Enric V confirma a aquest, entre altres coses, la donació feta per "Bertholfi de Gimundi" (Bertold de Gmünd); s'anomena a la seva esposa com una "Junzile Amilgerisfelt".[36]
- Rudolf de Lenzburg, 1150[37] landgravi de Stühlingen.
- Eberard de Lupfen, 1296, titulat comte de la terra de l'Albgau.[18]